# Калман Ювельє
Калман Ювельє (їд. קלמן יאָװעליר, 12 травня 1863, Львів, Австро-Угорщина — 14 грудня 1939, Бруклін, Нью-Йорк) — актор і менеджер єврейського театру на їдиш австрійського походження, бродерзінгер, тенор і музикант, який працював як у Європі, так і в США. Після еміграції до США у 1900 році став ключовою фігурою єврейського театру на їдиш у Нью-Йорку, працюючи з такими видатними діячами, як Борис Томашевський, Девід Кесслер, Берта Каліш і Якоб Адлер, а також був директором Єврейської спілки акторів і Єврейського театрального союзу. Приблизно з 1905 до 1918 рік записав близько 90 дисків мовою їдиш, переважно театральної музики, для низки великих звукозаписних компаній у Нью-Йорку.

## Біографія

### Ранні роки
Народився в Лемберзі, Галичина, Австро-Угорщина (нині Україна) 12 травня 1863 року в бідній родині Ісаї Ювельє і Єтти (уроджена Бергер). У 9 років навчався на хорового співака у хазана Баруха Шора, а потім у хазана Аарона-Шолема Ширмана.

### Європейська театральна кар'єра
До підліткового віку покинув Лемберг і почав подорожувати як мандрівний народний співак. Він приєднався до гурту бродезінгерів і гастролював з ними Галичиною, Румунією та Буковиною, зокрема з Велвлем Збаржером, а також з менш знаними діячами, як-от Адольф Шраге, Ефрім Бродер і Генех Лінецький. Їхня перша справді «театральна» вистава відбулася в Чернауті в постановці «Шмендрика». Тоді трупа почула, що в Ботошані готується театральна постановка на їдиш, і Ювельє покинув трупу з Менделе Ротманом, і вони приєдналися до трупи Іцика-Менделя Бергмана. Деякий час грав у львівському театрі Гімпеля під керівництвом Гольдфадена. 1880 року повернувся в Чернауті і приєднався до трупи Мозеса Горовиця. Працюючи там актором, він зустрів свою першу дружину Єтту Раух, яка була примадонною трупи. Невдовзі Ювельє очолив трупу, і наступні два десятиліття вони провели гастролюючи, виконуючи оперети та п'єси Абрама Гольдфадена, Якова Гордіна, Йозефа Латейнера й інших в Буковині, Галичині, Румунії, Єгипті й Османській імперії.
У 1890-х роках його трупа продовжувала успішно гастролювати, і в ній брали участь такі актори, як Берта Каліш, Едвард Маргулес і Мальбіна Трейтлер, а також ціле покоління молодших акторів на їдиш. Герман Вол, який згодом став знаним композитором музики на їдиш у США, також писав для трупи Ювельє в той час, як і хазан й автор пісень на їдиш Зейдл Гельман. У деяких випадках трупа виконувала «контрабандні» версії п'єс Голдфадена, як, наприклад, 1895 року в Яссах, де він зміг знайти людину, яка бачила і запам'ятала більшу частину «Жертвоприношення Ісаака» і записала для Ювельє. Голдфаден дізнався про це і спробував подати до суду, але програв, оскільки п'єса була основана на біблійній історії. Його виконання адаптації на їдиш «Циганського барона» було особливо успішною, коли Каліш привернула увагу елітних кіл у Бухаресті після його участі.

### США
У 1899 або 1900 роках емігрував до Нью-Йорка разом з усією своєю трупою, відпливши з Гамбурга. У подорожі його супроводжувала вся сім'я, і багато провідних членів трупи, що викликало скарги з боку єврейської спілки акторів у Нью-Йорку. Його залучили стати зіркою у Віндзорському театрі від імені колишнього керівника трупи, професора Горовіца; він пропрацював там п'ять років. Невдовзі став одним із найвідоміших лідерів нью-йоркського театру на їдиш. Він також зумів перетворити свою славу на сцені на доволі значну звукозаписну кар'єру, що зробило його сучасником таких ранніх виконавців звукозапису на їдиш, як Соломон Смулевіц, Френк Зайден і Саймон Паскаль. Можливо вперше записався 1904 року, тоді здійснив низку записів для United Hebrew Disc and Cylinder Company, зокрема деякі з Регіною Прагер. 1906 року став натуралізованим громадянином. До 1907 року зробив записи мюзиклів й оперет на їдиш таких композиторів, як Голдфаден, Луїс Фрідселл і Герман Вол для Edison Records. 1910 року працював на Zonophone Records і Columbia Records у 1912 році.
На початку 1910-х років працював у театрі Ліберті з Борисом Томашевським, до 1913 року був на гастролях в Аргентині. У 1913 і 1915 роках знову записав кілька сольних композицій і деякі з Фанні Лубрицькою у студії Victor Recording Company у Нью-Йорку. Його трупа з акторкою єврейського театру на їдиш Регіною Прагер (оперетна компанія Prager-Juvelier), заснована десь перед 1907 роком, розпочала низку успішних гастролей у США протягом 1910-х років. Протягом цього часу він кілька разів повертався до Columbia та Victor Records, записуючи для них довгий список треків під час та після Першої світової війни.
З 1921 до 1928 рік працював у театрі на Арч-стріт у Філадельфії, а потім повернувся до Нью-Йорка, де на початку 1930-х років недовго працював в театрі на Другій авеню й інших. Він залишив сцену приблизно у 1935 році.
Помер у 76 років 15 грудня 1939 року в Брукліні, Нью-Йорк.

## Особисте життя
Від першої дружини Єтти Раух мав трьох дітей: Клару (1886 р.н.), Макса (1893 р.н.), Народилися в Європі, і Дженні (Белла, 1904 р.н. в Нью-Йорку), вона почала кар'єру в театрі на їдиш та англійською мовою, а згодом стала радіоакторкою. Дружина померла у Нью-Йорку у 1908 році. 1910 року одружився вдруге з Біною Абрамовіц, російською акторкою єврейського театру на їдиш.